# 高安街道
高安街道，是中华人民共和国安徽省芜湖市弋江区下辖的一个乡镇级行政单位。

## 行政区划
高安街道下辖以下地区：
泥埠社区、高安村、义合村、矶山村、草山村、裕民村和白象村。